# Guibert de Nogent
Pour les articles homonymes, voir Nogent.
Guibert de Nogent (1053, près du village de Catenoy dans le Beauvaisis - † vers 1125, à l'abbaye de Nogent-sous-Coucy, près de Soissons) est un théologien, chroniqueur et historien français d'époque médiévale. Divers historiens positivistes le considérèrent comme un précurseur de la méthode historique, parce qu'il recourait aux sources écrites, orales et matérielles, parce qu'il opérait leur recoupement mutuel et parce qu'il se livrait à une approche critique de leur contenu en fonction de leur degré de fiabilité. Ainsi ses Gesta Dei per Francos, et principalement son De Pignoribus sanctorum, furent-ils longtemps considérés dans cette optique comme des ouvrages rationalisants, annonciateurs de Calvin et de Voltaire. Mais ces titres de gloire sont remis en question par des auteurs plus récents qui soulignent l'omniprésence du surnaturel dans les écrits de Guibert.

## Biographie
Il est né un Samedi saint, veille de Pâques, près du village de Catenoy dans le Beauvaisis. Les historiens contemporains peinent à fixer l'année de naissance de Guibert. Comme le fait remarquer Labande : « N'eût été de son autobiographie, nous ne saurions que peu de choses de l'homme ».
D'après l'analyse quelque peu datée faite par François Guizot, historien positiviste du XIXe siècle, ce serait le 15 avril 1055. Pour Benton, il serait né en 1064, pour d'autres vers 1053 ; Rubenstein de son côté plaide pour un compromis et pointe vers 1060.
Cette naissance au château de sa famille, voisin de Catenoy, dans le diocèse de Beauvais, si elle est assez longuement décrite par l’auteur, est cependant assez peu documentée quant à sa date. Guibert resta ainsi relativement « insouciant » en matière de chronologie dans son œuvre en général, remarqua Jacques Chaurand. Guibert s’est ainsi contenté d’indiquer qu’il était né le Samedi saint, à l’époque où en avril les joncs sortaient de terre dans la région.
Il dit plus loin qu’il n’était pas encore né au moment de la bataille de Mortemer, au cours de laquelle son père avait été fait prisonnier ; cette bataille avait opposé, en février 1054, les troupes du roi de France Henri Ier à celles du duc Guillaume de Normandie. Un désaccord existe donc chez les historiens pour situer cette date, Mabillon la fixant en 1053, Edmond-René Labande estimant plus simple de suggérer la date du 15 avril 1055, ce en quoi il est rejoint par Monique Cécile Garand.   
Il est issu de la noblesse baroniale picarde, et est probablement né à Clermont de l'Oise, où son père était vassal du seigneur de cette ville.
Sa naissance fut difficile. Guibert écrit à ce propos : « Déjà père, amis et parents se sentaient accablés par de funestes angoisses pour l'un et pour l'autre, car, outre que l'enfant, estimaient-ils, allaient hâter la mort de sa mère, tous s'apitoyaient encore sur la perte d'un enfant à qui serait refusée la porte de la vie ». C'est pourquoi ses parents convinrent d'offrir l'enfant à la Vierge, s'il venait au monde vivant. Il n'était pas né que sa voie était tracée. On avait décidé qu'il serait oblat.
Guibert était le dernier-né de ses parents. Son père mourut quand il avait six mois, circonstance dont le moine, plus tard, n’a pas hésité à rendre grâce à Dieu, affirmant que son père, s’il avait vécu, aurait brisé le vœu de le faire oblat. Sa mère au contraire se chargea de lui faire donner l’éducation cléricale qu’appelait sa consécration. Cette première éducation se fit sous la supervision d’un pédagogue, dont le portrait réalisé par Guibert flatte ses mérites spirituels, mais s’attarde également sur son ignorance et sa violence.
Il devient moine à l'abbaye bénédictine Saint-Germer-de-Fly jusqu'en 1104, date au cours de laquelle il est élu abbé de l'abbaye de Nogent-sous-Coucy. Il est un des principaux chroniqueurs de la première croisade qu'il raconte dans ses Gesta Dei per Francos. Il est mort vers 1125.
Son Autobiographie (De vita sua, sive monodiarum,) a été annotée et traduite par Edmond-René Labande, en 1981.

## Liste de ses œuvres
| Lieu et date                                               | Commentaires scripturaires et textes spirituels                            | Œuvres historiques       | Destinataires                                                                                          |
| ---------------------------------------------------------- | -------------------------------------------------------------------------- | ------------------------ | --- |
| Abbaye bénédictine Saint-Germer-de-Fly, entre 1075 et 1080 | De Virginitate, première version                                           |                          | Salomon, ami de l'auteur et demandeur                                                                  |
| Abbaye Saint-Germer-de-Fly, entre 1083 et 1086             | Quo Ordine sermo fieri debeat et Moralia Geneseos dans sa première version |                          | |
| Abbaye Saint-Germer-de-Fly, avant 1104                     | Tropologiæ, première version, perdue                                       |                          | |
| Abbaye de Nogent-sous-Coucy, entre 1106 et 1111            |                                                                            | Gesta Dei per francos    | Lisiard, évêque de Soissons, dédicataire                                                               |
| Abbaye de Nogent-sous-Coucy, entre 1109 et 1110            | Contra iudaizantem et Iudæos                                               |                          | Bernard, doyen de Soissons, demandeur                                                                  |
| Abbaye de Nogent-sous-Coucy, vers 1113                     | Moralia Geneseos, deuxième version                                         |                          | Barthélemy de Jur, évêque de Laon, dédicataire                                                         |
| Abbaye de Nogent-sous-Coucy, entre 1114 et 1115            |                                                                            | De vita sua sive Monodiæ | |
| Abbaye de Nogent-sous-Coucy, entre 1113 et 1119            | De laude sanctæ Mariæ et De virginitate, deuxième version                  |                          | |
| Abbaye de Nogent-sous-Coucy, entre 1116 et 1119            | De Pignoribus sanctorum                                                    |                          | Odon, abbé de Saint-Symphorien de Beauvais, dédicataire                                                |
| Abbaye de Nogent-sous-Coucy, entre 1119 et 1120            | Epistola de bucella Iudæ data et de veritate dominici corporis             |                          | Siffroy, prieur de Saint-Nicolas-aux-Bois, puis abbé de l'abbaye Saint-Vincent de Laon, demandeur      |
| Abbaye de Nogent-sous-Coucy, entre 1121 et 1122            | Tropologiæ in prophetis, livre premier                                     |                          | Norbert de Xanten, abbé de l'abbaye de Prémontré, dédicataire                                          |
| Abbaye de Nogent-sous-Coucy, entre 1123 et 1124            | Tropologiæ in prophetis, livre second                                      |                          | Geoffroy Coucerf, abbé de Saint-Médard de Soissons et Alard, abbé de Florennes, tous deux dédicataires |

- Venerabilis Guiberti, abbatis B. Mariae de Novigento, Opera omnia, prodeunt nunc primum in lucem, una cum appendice ad librum tertium de vita ipsius, nimirum Hermanni Monachi libri tres de miraculis S. Mariae, sive de reparatione Laudunensis ecclesiae, de gestis Bartholomaei episcopi ac de origine et incremento Praemonstratensis ordinis. Item notae et observationes (vetustis monumentis refertæ) ad quosdam V. Guiberti libros. His accedunt additamenta in quibus vitae S. Geremari, B. Simonis comitis Crespeiensis et S. Salabergae abbatissae nec non Hugonis Rothomagensis Archiepisc. libri tres dogmatum christianae fidei contra haereticos sui temporis et Roberti de Monte accessiones atque appendix germana ad Sigibertum. Omnia studio et opera D. Lucae d'Achery, Paris, Sumptibus Ioannis Billaine, 1651 (lire en ligne)

## Œuvres traduites
- Histoire de sa vie (1053-1124) (De vita sua, vers 1115), édi. par G. Bourgin, 1907 ; Autobiographie, trad. Edmond-René Labande, Les Belles Lettres, coll. « Classiques de l'histoire du Moyen Âge », 1981, 496 p. ; Histoire de ma vie (1053-1125), trad. Éric Roux, Éditions Paléo, 2011, 200 p.
- Suite de la vie de Guibert, par lui-même. Vie de saint Bernard, par Guillaume de saint-Thierri, Arnaud de Bonneval, Geoffroy de Clairvaux, Collection de mémoires relatifs à l'histoire de France, 1825 ; Hachette Livre BNF, 2012, 482 p.
- Histoire des croisades (Gesta Dei per Francos, vers 1111), trad. F. Guizot, Collection des mémoires relatifs à l'histoire de France, 1825 ; Hachette Livre BNF, 2012, 523 p. ; Geste de Dieu par les Francs. Histoire de la première croisade, trad. M.-C. Garand, Turnhout, 1998.
- Histoire des croisades, par Guibert de Nogent. Vie de Guibert de Nogent par lui-même, 1825 ; LEN POD, 2017.